# Pentesilea
Pentesilea, (en grec antic: Πενθεσίλεια) va ser, segons la mitologia grega, la reina de les guerreres amazones, i les va dirigir en la Guerra de Troia.

## Reina de les amazones
Pentesilea era una de les filles del déu de la guerra, Ares, i la reina de les amazones, Otrera, que també van tenir altres filles, com són Hipòlita (successora de la seva mare com a reina de les amazones), Antíope i Melanipe, que es van convertir en famoses guerreres com la seva mare.
Una de les narracions gregues conta que, en temps de la Guerra de Troia, la reina Hipòlita i la seva germana Pentesilea van sortir a caçar i, en una acció accidental darrere un cérvol, Pentesilea va matar la reina Hipòlita amb la seva llança. Aleshores, Pentesilea va ser coronada reina per les amazones, però ella no podia suportar la mort de la seva germana gran i només desitjava morir. La mort per a les amazones havia de ser una acció honorable i, si podia ser, mostrant valor en el camp de batalla.
I així Pentesilea es va decidir a entrar a combatre en la Guerra de Troia, que estava enfrontant en aquells temps grecs i troians. La reina va partir cap a la ciutat de la Tròade acompanyada de les amazones Antibrota, Aínia, Cleita (que va morir durant el viatge), Alcíbia, Antandra, Bremusa, Derimaqueia, Darínoe, Harmotoa, Hipotoa, Polemusa i Termodosa. El príncep troià Hèctor acabava de ser assassinat per l'heroi grec Aquil·les i Pentesilea va posar-se del cantó troià; les amazones van lluitar aferrissadament contra els grecs, fins i tot, Pentesilea va matar el rei Macàon i va fer marxar en retirada l'exèrcit de l'heroi Aquil·les tres vegades. Finalment, i amb l'ajuda de la dea Atena, Aquil·les li va travessar el pit dret amb la seva llança.
Segons Pseudo-Apol·lodor, en veure-la morta, Aquil·les va quedar corprès per la seva bellesa, se n'enamorà i prengué el seu cos en braços. Quan un dels soldats grecs, anomenat Tersites, se'n burlà per aquella sobtada passió, Aquil·les el va matar enrabiat.

## Fama de Pentesilea
La frase final d'un dels capítols de la Ilíada d'Homer resa:
| « | Tals eren els jocs funerals per Hèctor. I va arribar una amazona, la filla d'Ares, l'assassí de grans homes... | » |

El famós escriptor grec Procle de Laodicea explicava passatges fabulosos de la vida de Pentesilea, i afirmava que havia extret de l'èpica perduda Etiòpida d'Arctí de Milet.
Segons Diodor de Sicília, «(...) diuen que Pentesilea va ser l'última de les amazones en guanyar-se la glòria per la seva valentia, ja que la seva ètnia va perdre la força; és per això que, segles més tard, quan els escriptors contaven les seves proeses, els homes consideraven que les llegendes sobre les amazones eren fictícies».
Apareix com a personatge al primer Cant de les Posthomèriques de Quint d'Esmirna. El text a Pt.

## Galeria

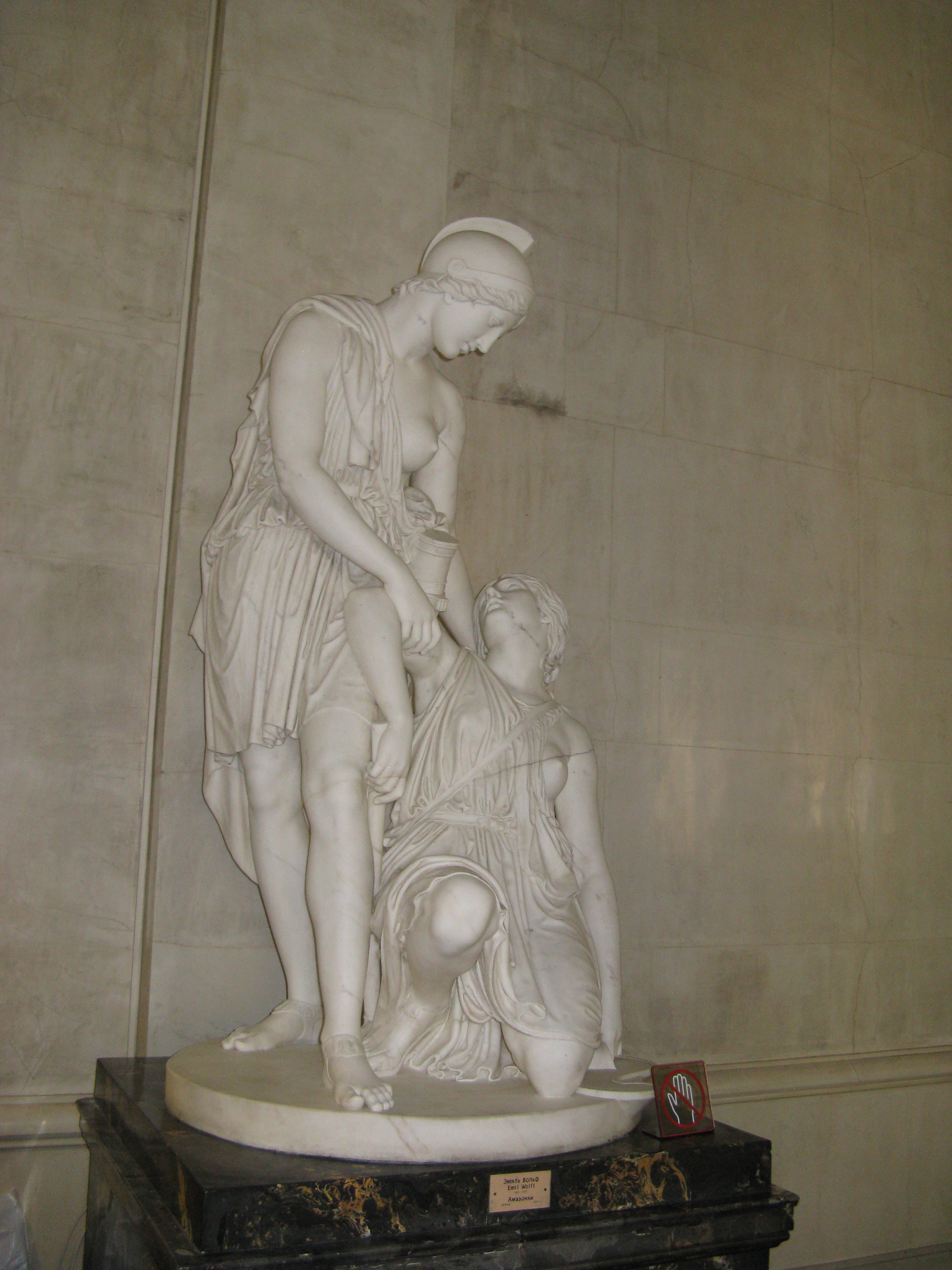
Escultura de Penthesilea i Hipólita, obra d'Emil Wolff a l'Hermitage a Paris.
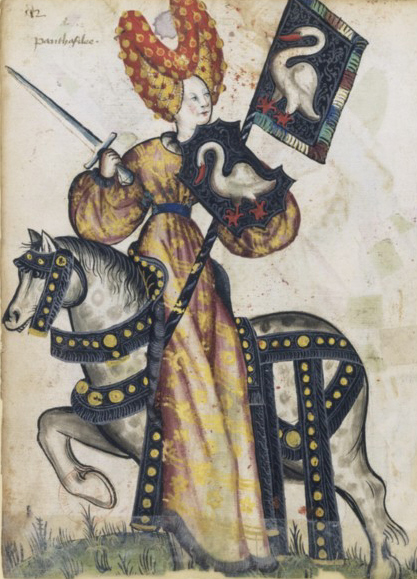
Penthesilea com una de les nou dones dignes, petita armadura eqüestre de la Toisó d'Or, fol. 248, a la Biblioteca Nacional de França, manuscrits occidentals, cita: Clairambault (1312).
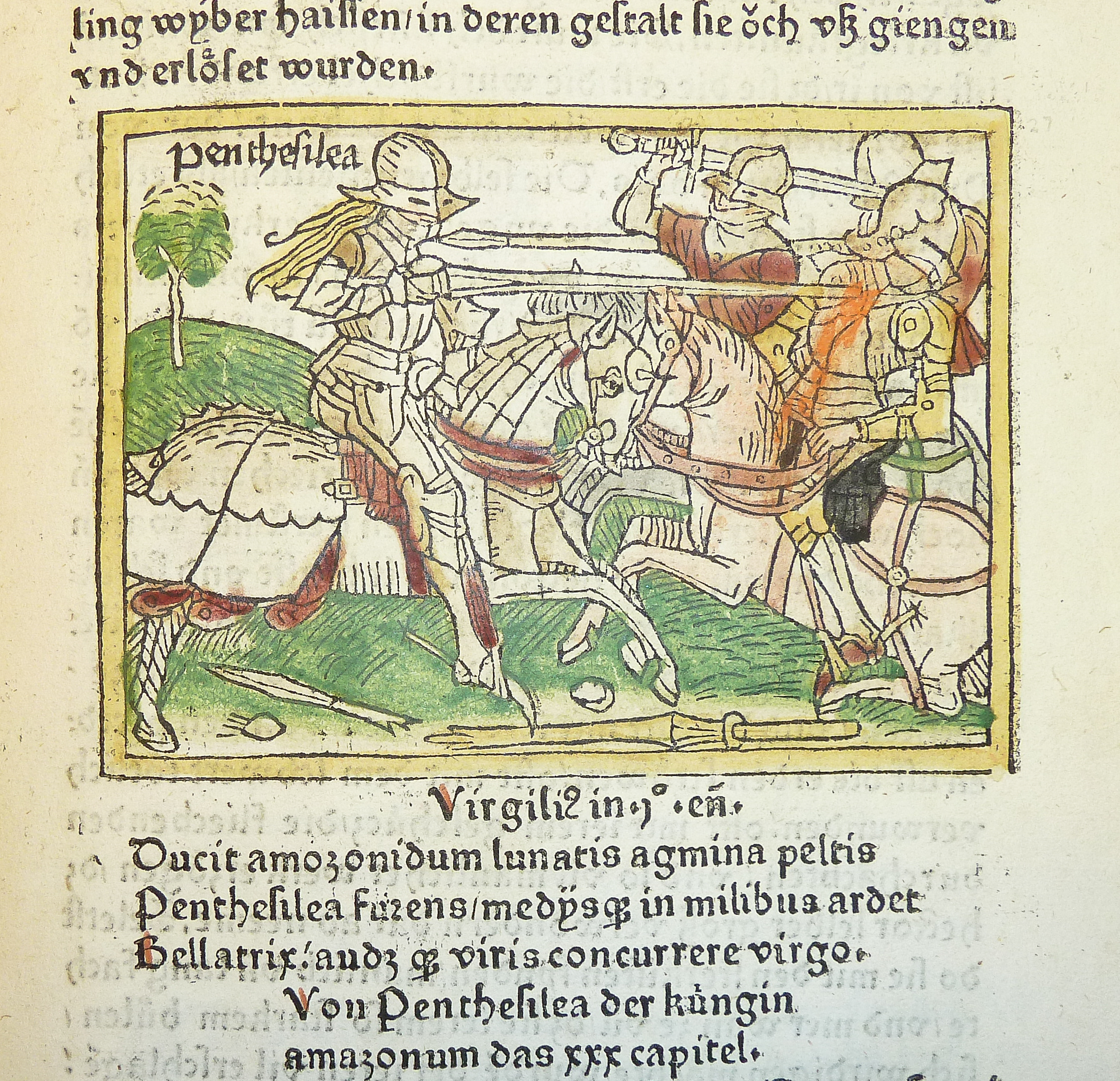
Il·lustració de Pentesilea com a guerrera, al segle xv. Obra alemanya de Heinrich Steinhöwel, impressa per Johannes Zainer (1474) i traducció del De mulieribus claris de Giovanni Boccaccio, impressa per Johannes Zainer (1474).
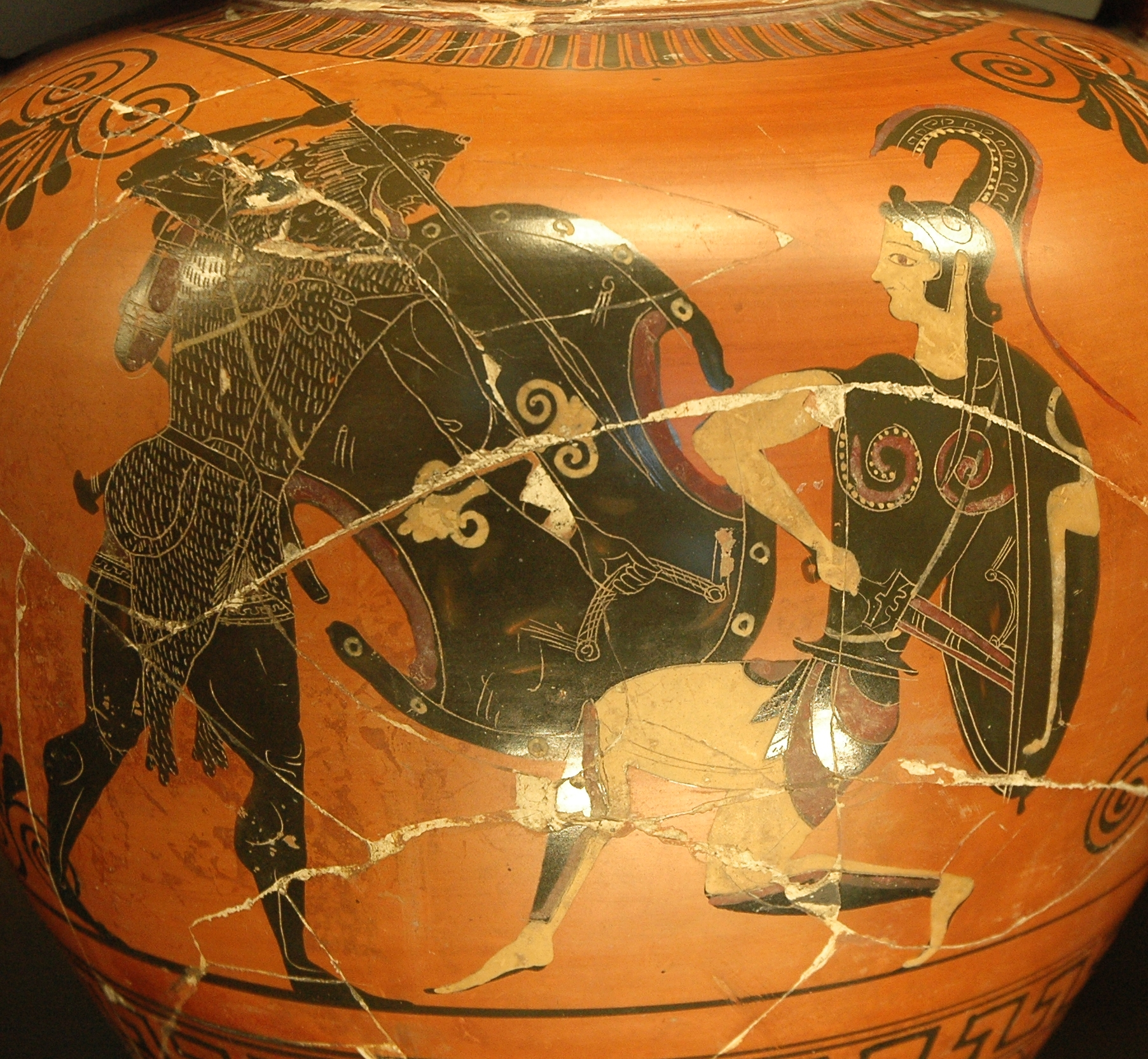
Hèracles lluitant contra les Amazones, detall d'una àmfora de càmera negra àtica, 530 aC al 520 aC, Museu del Louvre, París.
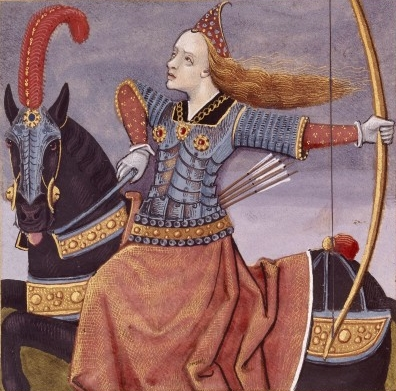
Miniatura extreta de la col·lecció de dones famoses De mulieribus claris de Boccacio (1374)
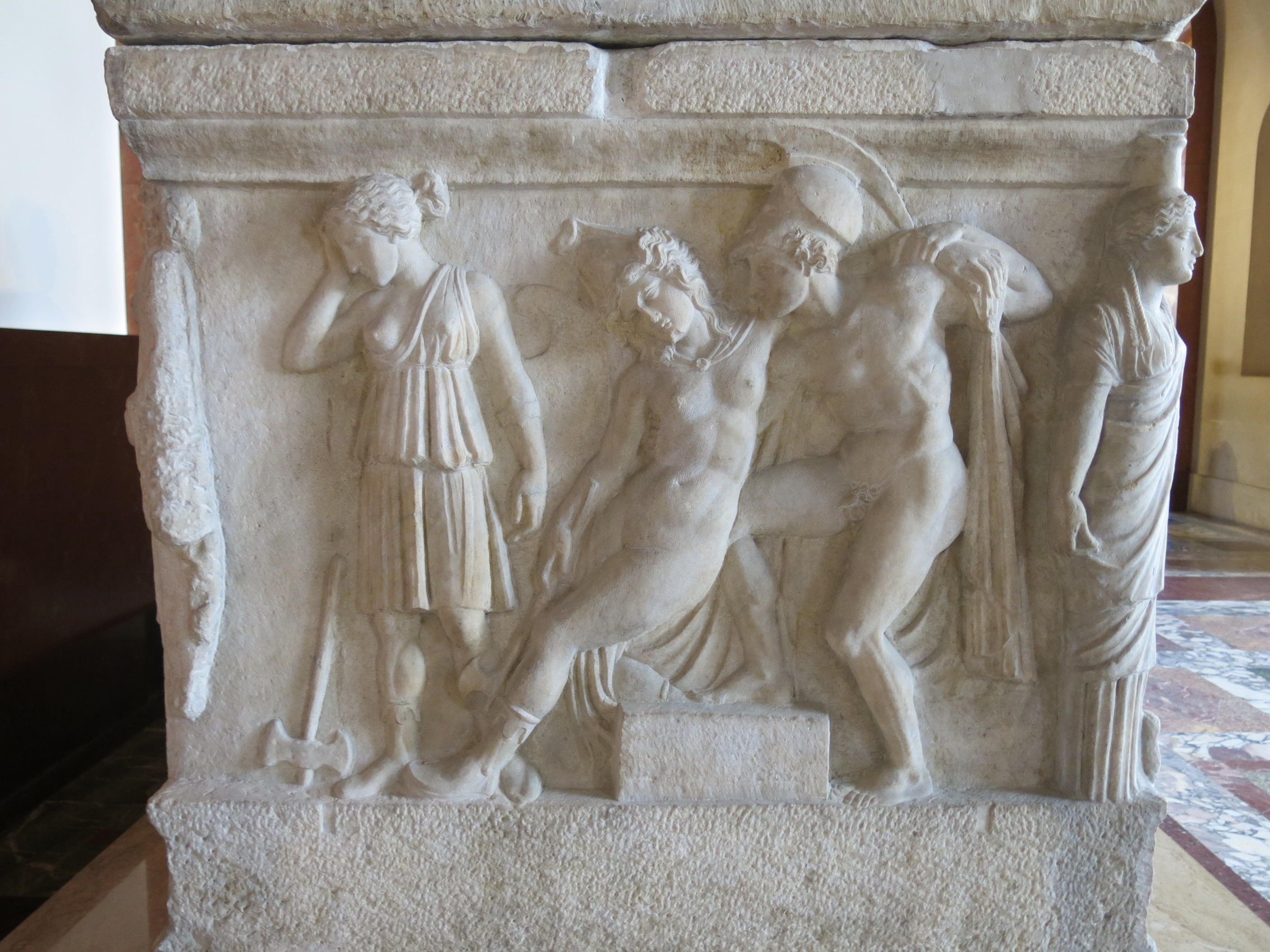
Mort de Pentesilea durant la lluita amb els grecs al Museu del Louvre a París, França.